# Koike Daiki
Koike Daiki (sinh ngày 8 tháng 12 năm 1996) là một cầu thủ bóng đá người Nhật Bản.

## Sự nghiệp câu lạc bộ
Koike Daiki hiện đang chơi cho Blaublitz Akita.